# 7936 Mikemagee
7936 Mikemagee eller 1990 OW2 är en asteroid i huvudbältet som upptäcktes den 30 juli 1990 av den amerikanske astronomen Henry E. Holt vid Palomarobservatoriet. Den är uppkallad efter Michael Magee.
Asteroiden har en diameter på ungefär 3 kilometer.